# Pilosocereus diersianus
Pilosocereus diersianus là một loài thực vật có hoa trong họ Cactaceae. Loài này được (Esteves) P.J. Braun miêu tả khoa học đầu tiên năm 1988.